# Загривний Максим

Перший Конґрес Українських Націоналістів у Відні, 1929 рік. Сидять зліва направо 1 ряд: Юліан Вассиян, Дмитро Андрієвський, Микола Капустянський, Євген Коновалець, Микола Сціборський, Яків Моралевич, Володимир Мартинець, Микола Вікул. Стоять зліва направо 2 ряд: Іван Малько, Осип Бойдуник, Максим Загривний, Євген Зиблікевич, Петро Кожевників, Дмитро Демчук, Леонід Костарів, Олесь Бабій, Ріко Ярий, Михайло Антоненко, Зенон Пеленський. Стоять зліва направо 3 ряд : Юрій Руденко, Ярослав Барановський, Степан Охримович, Степан Ленкавський, Андрій Федина, Ярослав Герасимович, Теофіл Пасічник-Тарнавський, Олександр Згорлякевич

Максим Загривний (псевдо: Максим Грива; 20 лютого 1893, смт. Михайло-Коцюбинське, Чернігівський район, Чернігівська область — 19 червня 1931, м. Прага, Чехія) — український поет, сатирик, військовий і політичний діяч, учасник 1-го Конгресу ОУН.

## Життєпис

Провідні члени Легії Українських Націоналістів. Сидять зліва направо: Микола Сціборський, Микола Тобілевич, Теофіл Пасічник-Тарнавський, Леонід Костарів, Максим Загривний. Стоять зліва направо: Юрій Руденко, Юрій Артюшенко, Дмитро Пасічник, Роман Минів, Дмитро Демчук, Олександр Чехівський, Костянтин Дударів, Ярослав Герасимович

Народився 20 лютого 1893 у селі Козел (тепер смт. Михайло-Коцюбинське, Чернігівський район, Чернігівська область)
Учасник визвольних змагань, старшина Армії УНР, інтернований у польські табори. З 1922 р. — слухач матуральних курсів Української господарської академії, у 1923 р. — студент історико-літературного відділу Українського високого педагогічного інституту.
Навчався в Українському вільному університеті (Прага). Друкувався в «Літературно-науковому віснику», «Веселці», «Українському голосі» та ін. виданнях.
1929 — учасник І Конгресу українських націоналістів (Відень).
Помер у 1931 р. від туберкульозу.

## Творчість
Автор віршів, прозового твору «Казка».
- Грива Максим. Від Батурина до Крут // Український студент. — Прага, 1924. — С. 15.
- Грива М. Відповідь // Державна нація (Прага). — 1927. — Ч. 2. — С. 31.
- Грива М. Вірші // Координати: Антологія сучасної поезії на Заході. — Мюнхен : Сучасність, 1969. — Т. 1. — С. 20—22.
- Грива М. О. Т. // Вісник. — 1938. — Т. ІІ. — Кн. 4. — С. 244.

## Вшанування пам'яті
Одна з вулиць Чернігова носить ім'я Максима Загривного.